# Halina Łapińska
Halina Łapińska – polska architekt, doktor habilitowany nauk technicznych inżynier, nauczyciel akademicki Wydziału Architektury Politechniki Białostockiej, specjalistka w zakresie architektury i urbanistyki obiektów wypoczynkowych, planowania przestrzennego i urbanistyki.

## Życiorys
14 października 1980 uzyskała dyplom magistra inżyniera architekta w Instytucie Architektury Politechniki Białostockiej na podstawie pracy dyplomowej „Stadnina koni z krytą ujeżdżalnią  w Grabówce”, napisaną pod kierunkiem dra inż. arch. Janusza Szablowskiego. Jej praca dyplomowa uzyskała I nagrodę SARP-u w konkursie prac dyplomowych „O nową myśl architektoniczną”. W 1997 na podstawie napisanej pod kierunkiem Macieja Nowakowskiego rozprawy pt. Znaczenie walorów przyrodniczych i krajobrazowych w tworzeniu obiektów wypoczynkowych Pojezierza Suwalsko-Augustowskiego uzyskała na Wydziale Architektury Politechniki Warszawskiej stopień naukowy doktora nauk technicznych dyscyplina architektura i urbanistyka specjalność architektura i urbanistyka. Tam też w 2017 otrzymała stopień doktora habilitowanego nauk technicznych dyscyplina architektura i urbanistyka. Została adiunktem na Wydziale Architektury Politechniki Białostockiej.